# 103e brigade de défense territoriale
La 103e brigade de défense territoriale (en ukrainien : 103-та окрема бригада територіальної оборони) est une des deux brigade de l'oblast de Lviv de la Force de défense territoriale de l'Armée ukrainienne. La brigade participe à la défense contre l'invasion russe de l'Ukraine en 2022 dans l'est du pays.

## Historique
La 103e brigade de défense territoriale est fondée en septembre 2018.

### de 2018 à février 2022
Le 16 octobre 2018, dans l'oblast de Lviv, le président de l'époque, Petro Porochenko, participe à plusieurs événements dédiés à la « Journée des soldats de la défense territoriale ». Porochenko inspecte notamment les bases utilisées pour la formation des bataillons de défense territoriale ukrainiens, dont celles des batailles de la 103e brigade, créées un mois plus tôt.
Du 17 au 20 juillet 2019, environ deux cents officiers de réserve de la brigade suivent une formation au combat au Centre international pour le maintien de la paix et la sécurité, à Lviv.

### depuis février 2022
Lors de l'invasion russe de l'Ukraine, sous le commandement du lieutenant-colonel Valery Kurko (uk) qui avait participé en 2014 aux batailles de l'aéroport de Donetsk, elle est engagée dans le Donbass .

#### Offensive de Kharkiv en septembre 2022

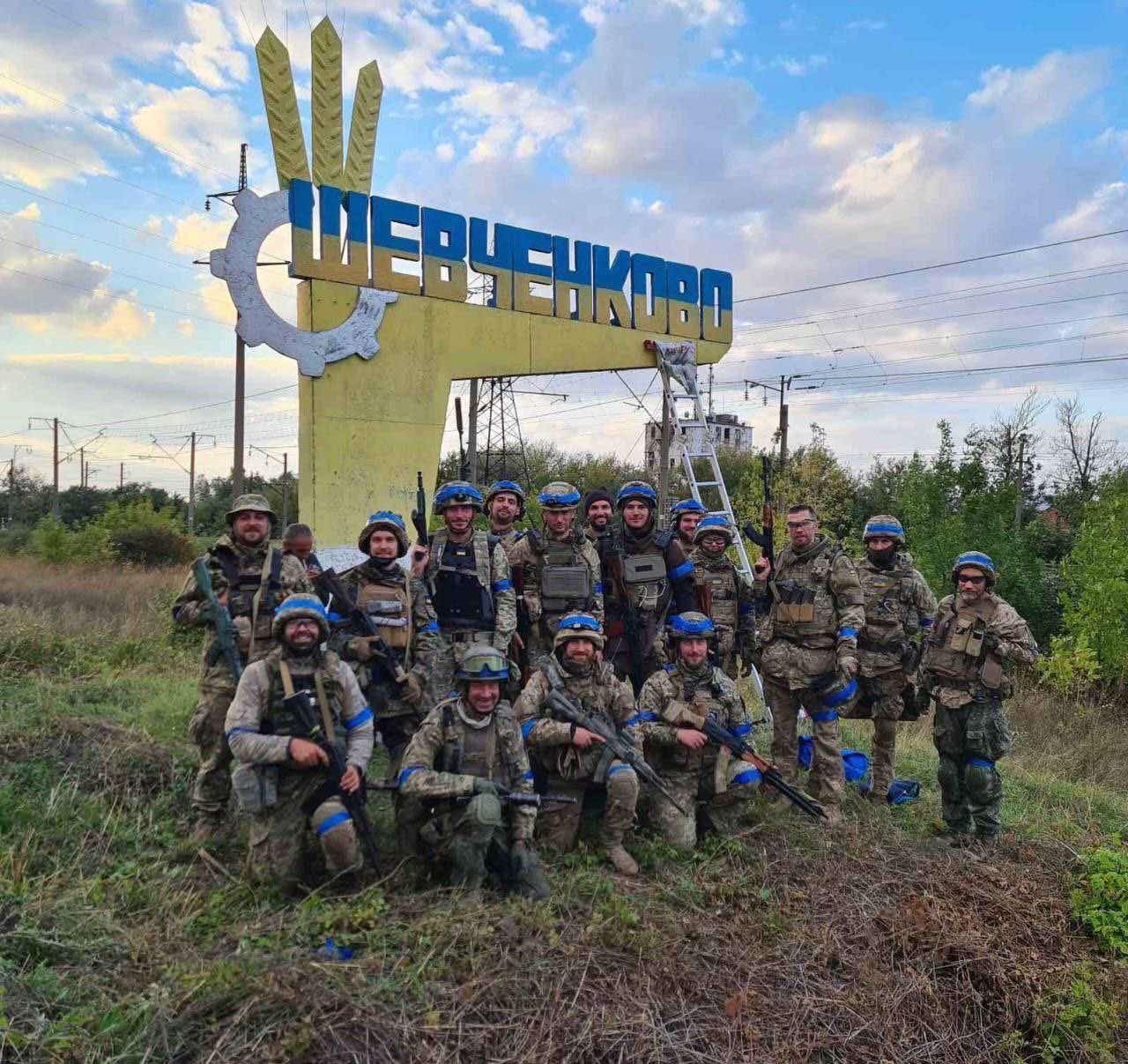
Soldats des troupes de défense territoriale ukrainiennes près du panneau d'entrée de Chevtchenkove, fraîchement repeint aux couleurs ukrainiennes, le 10 9 2022.

Pendant la contre-offensive de Kharkiv, les 103e et 113e brigades de défense territoriale mènent des attaques le long de la route P07 (en) en direction de Tchkalovske et de Chevtchenkove (bataille de Chevtchenkove), pour soutenir l'avancée ukrainienne vers Balaklia. L'appui de la 103e brigade permet également aux éléments des 25e et 80e brigades d'assaut aérien de reprendre Koupiansk.
Le 4 septembre 2022, le 63e bataillon de la brigade, ainsi que le bataillon de fusiliers du 15e régiment spécial de la Garde nationale, ont libéré le village d'Ozerne (uk) à mi-chemin entre Kramatorsk et Sievierodonetsk.
En octobre 2022, elle soutient l'avancée ukrainienne à l'est de la rivière Oskil, en particulier dans la région de Svatove. 
En décembre 2022, des éléments de la brigade sont déployés en soutien à la 10e brigade d'assaut de montagne entre Bakhmout et Siversk.

#### 2024
Le 3 juin 2024, les forces de défense ukrainiennes de la 103e et de la 53e brigade mécanisée, ont détruit une colonne militaire russe dans l'oblast de Koursk en Russie, entre Sverdlikovo et Soudja, près de la frontière,.

## Structure

### Ordre de bataille
La brigade dépend du Commandement opérationnel ouest.
En octobre 2024 la structure connue de la brigade est la suivante :
- État-major de la brigade ;
  - 
    -  Compagnie de protection du QG ;

  -  62e bataillon de défense Territorial unité militaire А7074 (Lviv) ;
    -  État-major de la brigade[10] ;
      - 
        -  Compagnie de protection du QG[10] ;

  -  63e bataillon de défense Territorial unité militaire А7075 (Tchervonohrad) ;
    -  État-major de la brigade[11] ;
      - 
        -  Compagnie de protection du QG[11] ;

      -  Compagnie d'appui-feu[12] ;
        -  section de lance-grenades[12] ;
        -  section de mitrailleuses[13] ;

      -  batterie de mortier[14] ;
      -  Centre médical[15] ;

  -  64e bataillon de défense Territorial unité militaire А7076 (Trostyanets (uk)) ;
    -  État-major de la brigade[16],[17] ;
      - 
        -  Compagnie de protection du QG[17] ;

      -  Compagnie de fusiliers[18] ;
      -  batterie de mortier[19] ;
      -  unité de renseignement[20] ;

  -  65e bataillon de défense Territorial unité militaire А7077 (Stryï) ;
    -  État-major de la brigade[21] ;
      - 
        -  Compagnie de protection du QG[21] ;

  -  66e bataillon de défense Territorial unité militaire А7078 (Raïon de Yavoriv (uk))[22] ;
    -  État-major de la brigade[23] ;
      - 
        -  Compagnie de protection du QG[23] ;

      -  unité de transmission[24] ;

  -  67e bataillon de défense Territorial unité militaire А7079 (Drohobytch) ;
    -  État-major de la brigade[25] ;
      - 
        -  Compagnie de protection du QG[25] ;

  -  202e bataillon de défense Territorial unité militaire А7371 (Strilkovichi (uk))[26] ;
    -  État-major de la brigade[26] ;
      - 
        -  Compagnie de protection du QG[26] ;

  -  Compagnie anti-sabotage ;
  -  Compagnie de support matériel et technique ;
  -  Compagnie du génie ;
  -  Compagnie de transmission ;
  -  Batterie anti-aérienne ;

### Chefs de corps
- 2018 - 2022 Lieutenant-colonel Mykola Androchtchouk[27],[9] ;
- 2022 - Lieutenant-colonel Valeriy Kourko (uk)[28],[9].

## Traditions
Le président ukrainien Zelensky a remercié la 103e brigade de défense de Lviv dans son message vidéo quotidien du 30 septembre 2022 pour la prise de Yampil (en) dans l'oblast de Donetsk.

### Insigne

#### Insigne d'arme de la brigade
Description de l'insigne :

Insigne d'arme de la brigade

- insigne d'arme D'or à un mur d'azur crénelé de deux pièces mouvant de la pointe et des flancs chargé d'un lion d'or[9].
- insigne d'épaule de combat : même chose mais utilisation de couleurs dé-saturées pour des raisons de camouflage.

Symbolique des figures utilisées :
- L’élément central, le lion est celui présent sur les armes de l'oblast, sur l'insigne de l'unité, il n'est pas couronné et semble dans une attitude plus agressive, il symbolise le courage et la bravoure[9].
- Le mur crénelé symbolise la stabilité et la fermeté. C'est également le symbole des forces territoriales.

armes de l'Lviv.